# 1972年7月10日の日食

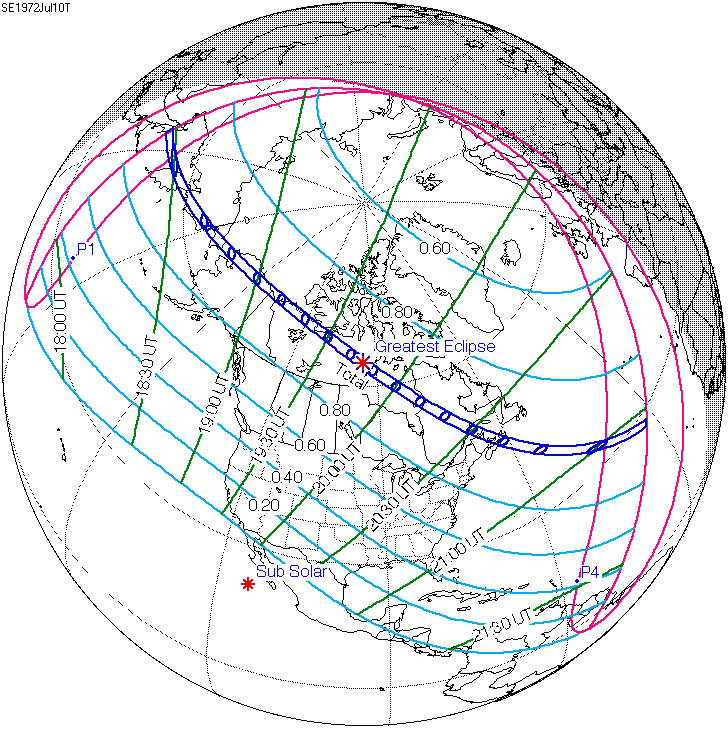

1972年7月10日の日食は、1972年7月10日に観測された日食である。ソ連、アメリカのアラスカ州、カナダで皆既日食が観測され、北アメリカのほとんどとその周辺の一部で部分日食が観測された。

## 通過した地域
皆既帯が通過した、皆既日食が見えた地域はソ連（現在のロシアに属する）のサハリン島（樺太）北東端のごく一部、カムチャッカ州北西部（現在のカムチャツカ地方に属する）、コリャーク管区（現在のカムチャツカ地方に属する）、マガダン州東部（現在のチュクチ自治管区に属する）（現地時間7月11日）、アメリカのアラスカ州北部、カナダのユーコン準州北部、ノースウエスト準州（一部は現在のヌナブト準州に属する）、ケベック州、ニューブランズウィック州北東部、プリンスエドワードアイランド州、ノバスコシア州中東部だった。皆既食の最大はカナダノースウエスト準州キーワティン地域にあった（現在のヌナブト準州キヴァリク地域に属する）。
また、皆既日食が見えなくても、部分日食が見えた地域は日本北海道の大部分（渡島半島を除く）、中国黒竜江省極東端、北西ハワイ諸島北西部、ソ連北部の沿岸部と北東部（現在のロシア北極海沿岸とシベリア北東部の約半分、エストニア北西部）、北部アメリカ、中央アメリカ北東部とカリブ海地域、南アメリカのアマゾン熱帯雨林の北にある部分、北ヨーロッパ、西ヨーロッパ中北部、中央ヨーロッパ北西部、イベリア半島北西部、アゾレス諸島、マデイラ諸島、カナリア諸島西部。そのうち北アメリカとヨーロッパでは主に現地時間の7月10日に日食が見え、アジアでは主に7月11日に見えた。

## 観測
現在のロシア科学アカデミーの前身であるソ連科学アカデミーはマガダン州アナディリ湾沿岸のルスカヤコシカ（現在のロシアチュクチ自治管区に属する）で皆既日食を観測した。良い天気に恵めれ、観測隊はコロナの写真を撮り、偏光観測をし、その構造と物理的特徴について研究した。カナダのノバスコシア州では雲の影響で日食が見えなかった。また、アメリカニューヨークからは850人の乘客を乗せたクルーズ船が北大西洋に航行し、乗客は皆既日食を観測した。多くの科学家も船で研究をし、一部は気象学と海洋学などのセミナーを開催した。ほとんどの乘客がセミナーに参加した。

## 逸話
アメリカの歌手カーリー・サイモンが1972年12月に発表した曲「うつろな愛」に「そしてあなたはリアジェットを飛ばしてノバスコシア州へ皆既日食を見に行った」（Then you flew your Learjet up to Nova Scotia to see the total eclipse of the sun）という歌詞がある。作詞の1971年の前に、1970年3月7日にも皆既日食があり、しかも1972のと同様に皆既帯がカナダのノバスコシア州を通過した。